# Sarvijärvi (sjö i Finland, Lappland, lat 68,10, long 24,10)
Sarvijärvi är en sjö i Finland. Den ligger i kommunen Kittilä i landskapet Lappland, i den norra delen av landet, 900 km norr om huvudstaden Helsingfors. Sarvijärvi ligger 326,1 meter över havet. Arean är 31,9 hektar och strandlinjen är 2,82 kilometer lång. Sjön  ingår i Kemi älvs huvudavrinningsområde. 